# Louis Schollaert
Ludovicus (Louis) Schollaert (Aalst (Oost-Vlaanderen), 29 juni 1890 - Tilburg, 18 mei 1954) was een voetballer die 301 wedstrijden speelde voor Willem II (1908 - 1927), waarin hij 83 keer scoorde. Bondscoach Bob Glendenning wilde de middenvelder in 1924 oproepen voor het Nederlands voetbalelftal, waarop Schollaert de Belgische nationaliteit bleek te hebben.
Schollaert was lid van het team waarmee Willem II in het seizoen 1915/1916 voor het eerst in haar clubhistorie landskampioen werd. De Tricolores benoemden de Belg later tot 'Lid van Verdienste'.
Tijdens zijn voetballoopbaan was Schollaert goudsmid; later dreef hij een zaak in sportartikelen.